# مايكون سانتوس
مايكون سانتوس (بالبرتغالية: Maicon Santos‏) هو لاعب كرة قدم برازيلي في مركز الهجوم، ولد في 18 أبريل 1984 في Paracambi ‏ في البرازيل. لعب مع اتحاد أبناء سخنين والنجم الرياضي الساحلي وتامبا باي راوديز ودي.سي. يونايتد وشيكاغو فاير وفورت لودردايل سترايكرز ونادي النصر ونادي بويبلا ونادي تورونتو ونادي دالاس ونادي شيفاز يو إس أي ونادي هبوعيل إيروني كريات شمونة.

## وصلات خارجية
- مايكون سانتوس على موقع الدوري الأمريكي (الإنجليزية)
- مايكون سانتوس على موقع قاعدة بيانات كرة القدم.إي يو (الإنجليزية)